# Biranit
Biranit (hebrejsky: בירנית) je vojenská základna a bývalá vesnice v Izraeli, v Severním distriktu, v Oblastní radě Ma'ale Josef. Jménem odkazuje na biblický citát z 2. Paralipomenon 17,12: „Jóšafat se stával stále mocnějším. V Judsku vystavěl hradiska“

## Geografie
Leží v nadmořské výšce cca 750 metrů, v Horní Galileji, cca 22 kilometrů od břehů Středozemního moře, přímo na libanonské hranici. Nachází se na vrcholku hory Har Biranit, po jejímž jižním zalesněném úbočí protéká k západu vádí Nachal Biranit.
Na dopravní síť napojena pomocí místní silnice číslo 899.

## Dějiny
Biranit byla založena v roce 1964. Šlo o součást Operace Sof Sof (סוף סוף), kterou inicioval tehdejší premiér Levi Eškol.V jejím rámci vzniklo podél libanonských hranic několik nových židovských vesnic. Biranit byla zpočátku polovojenským sídlem typu Nachal. V roce 1967 se změnila na civilní sídlo, ale nikdy se nestala samostatnou vesnicí s trvalým obyvatelstvem a byla později proměněna na vojenskou základnu. Vojenský význam libanonské hranice totiž v roce 1970 po takzvaném Černém září a přesunu palestinských ozbrojenců z Jordánska do Libanonu vzrostl.